# 酷卡
酷卡（CoolCARD）是一種廣告文宣，形式通常是明信片。
在台灣，有些大型書店會設立一個酷卡資訊架，陳列酷卡以供民眾拿取。1998年9月，誠品書店於敦南店開始設立酷卡資訊架。